# Université municipale de Hiroshima
L'Université municipale de Hiroshima (広島市立大学, Hiroshima shiritsu daigaku) est une université publique du Japon située dans la ville de Hiroshima.